# Preben Elkjær Larsen
Preben Elkjær Larsen (n. 11 septembrie 1957) este un fost jucător danez de fotbal. În 1984, Elkjær a terminat pe locul trei în cursa pentru Balonul de Aur.

## Palmares

### Echipa
- Fußball-Bundesliga: 1977–78
- DFB-Pokal: 1976–77, 1977–78
- Serie A: 1984–85

### Individual
- Fotbalistul danez al anului: 1984